# Сутгоф Олександр Миколайович

Сутгоф Олександр Миколайович. 1839 рік. Акварель Бестужева.

Сутгоф Олександр Миколайович (1801, Київ — 1872, Боржомі) — декабрист, поручик лейб-гвардії Гренадерського полку, з 1859 року виконував обов'язки керуючого спочатку Кисловодських, потім  Боржомських  вод.

## Ранні роки
Народився в Києві. Батько — генерал-майор Микола Іванович Сутгоф (у 1826 році служив в 5 піхотному корпусі і знаходився в  Москві), мати — Анастасія Василівна Михайлова. Виховувався в Московському університетському пансіоні, курсу не скінчив. До служби записаний в  Донське козаче військо отаманом  Платовим. У службу вступив юнкером в 7 єгерський полк — 29 березня 1817 року. Служив у лейб-гвардії Гренадерському полку.

## Декабрист
Член  Північного товариства з 1825 року. Сутгоф брав активну участь у розробці плану повстання на  Сенатській площі. Він був присутній на нараді 12 грудня 1825 року у  Оболенського, де були представники різних полків. 14 грудня 1825 року Сутгоф підняв свою роту, привів її в бойовий порядок і повів через лід по  Неві на  Сенатську площу, тим самим виконавши покладене на нього доручення. Заарештований в приватному будинку навпроти Кінногвардійського манежу — 14 грудня 1825 року, в той же день доставлений до  Петропавловської фортеці в № 10  Алексіївського равеліну. За визначенням слідчої комісії зарахований до першої категорії злочинців і засуджений до смертної кари, яка була замінена каторжними роботами в  Читинському острозі, а потім в  Петровському заводі. Був одним з керівників Великий артілі декабристів. У 1839 році Сутгофа було дозволено оселитися в Іркутську, де він займався господарством. 31 травня 1848 року за клопотанням матері переведений рядовим в Окремий Кавказький корпус. Він виявився останнім декабристом, переведеним рядовим в Окремий Кавказький Корпус.

## Після амністії
За маніфестом про  амністію 26 серпня 1856 року відновлений в колишніх правах, переведений в 6 резервний батальйон Кубанського піхотного полку, розташований в  Катеринославській губернії — 30 грудня 1857 року. Останні роки життя виконував  обов'язки керуючого спочатку  Кисловодських вод, потім  Боржомських. Призначено доглядачем кисловодських будівель  вуглекислих вод — 1 березня 1859 року, звільнений з посади — 20 листопада 1859 року, призначений керуючим боржомським казенним маєтком і палацом  великого князя Михайла Миколайовича — 10 грудня 1859 року. Захворівши на запалення легенів, 14 серпня 1872 року  Олександр Сутгоф помер і був похований в огорожі  Боржомський церкви. Могила не збереглася.